# Rada Prefekturalna (Księstwo Warszawskie)
Rada prefekturalna (Rada interesów spornych) – oparty na wzorach francuskich organ Księstwa Warszawskiego zajmujący się rozstrzyganiem sporów administracyjnych (m.in. dotyczących podatków i majątku narodowego) w pierwszej instancji. Odwołania od rozstrzygnięć rad prefekturalnych rozpatrywała Rada Stanu. Rada prefekturalna działała na szczeblu departamentu. Składała się z trzech radców mianowanych przez króla wedle uznania. W obradach mógł uczestniczyć prefekt z głosem stanowczym (gdy uznał to za stosowne).